# KBNM
Koordinaten: 34° 39′ 54″ N, 106° 45′ 55″ W
KBNM oder KBNM-LP (LP=Low Power) oder auch KBNM-LPFM (Branding: „Eagle 98 - Oldies & Spanish“) ist ein US-amerikanischer Hörfunksender aus Belen im US-Bundesstaat New Mexico. KBNM sendet im Oldies-Format und teilweise auch Lateinamerikanische Musik auf der UKW-Frequenz 98,7KHz. Eigentümer und Betreiber ist Tixs For Kids.
Der Radiosender ist unter anderem empfangbar auf 98,1 in Albuquerque, Rio Rancho, Corrales, Los Lunas sowie Bernalillo.